# Ordensburg Waldau
Die Burg Waldau war eine Ordensburg des Deutschen Ordens im damals ostpreußischen und heute russischen Ort Nisowje (deutsch Waldau), rund 15 Kilometer östlich von Kaliningrad (deutsch Königsberg). Die Burg ist nicht nur eine der wenigen unzerstörten Deutschordensburgen in der Oblast Kaliningrad, sondern gehört auch zu den am besten erhaltenen Bauten ihres Typs im einstigen Gebiet des Deutschordensstaats.
Als Nachfolgerin eines bewehrten Hofs im 14. Jahrhundert errichtet, war sie als typische Amtsburg des Ordens Sitz des Königsberger Kammeramts und ab dem 15. Jahrhundert auch Sommersitz des Hochmeisters. Nach der Säkularisierung des Deutschen Ordens wurden die Hohenzollern und nachfolgend der preußische Staat Eigentümer. Ab 1858 diente die Anlage bis 2005 zu schulischen Zwecken. Heute gehört sie der russisch-orthodoxen Kirche, und eine russische Familie restauriert sie Schritt für Schritt.

## Geschichte
Die Siedlung Waldowe wurde im Jahr 1258 erstmals schriftlich erwähnt, aber die Deutschordensburg an diesem Ort wird erst 1264 greifbar. In jenem Jahr bauten die zwei samländischen Ritter Johann Brulant und Conrad Dyabel, die vom Deutschen Orden als Lokatoren eingesetzt und von ihm mit Land auf dem nördlichen Pregelhochufer ausgestattet worden waren, auf einer alten prußischen Wallanlage einen Vorgängerbau der späteren Burg. Es handelte sich dabei um einen befestigten Hof, der als Herberge für reisende Mitglieder und Soldaten des Ordens diente. Dieser Vorgänger wurde im dritten Viertel des 14. Jahrhunderts durch ein steinernes Burghaus ersetzt, das Sitz des Kammeramtes der Komturei Königsberg war. In der Zeit der Litauerkriege des Deutschen Ordens diente Burg Waldau gemäß einer Quelle aus dem Jahr 1402 auch als Versorgungsstation für die Kriegsteilnehmer auf ihrem Weg von Königsberg nach Tapiau und Insterburg.
Nachdem der Hochmeister Ludwig von Erlichshausen im Dreizehnjährigen Krieg die Marienburg als Sitz des Hochmeisters hatte aufgeben und ihn nach Königsberg verlegen müssen, diente Burg Waldau als Sommersitz des Hochmeisters. Durch die Säkularisierung des Ordens 1525 fiel Waldau als erbliches Lehen an das Haus Hohenzollern. Es war fortan ein Vorwerk des Domänenamtes Neuhausen und wurde durch einen Kastellan verwaltet. Im zweiten Drittel des 16. Jahrhunderts wurde südwestlich des bisherigen Burghauses der heutige Südwestflügel der Anlage errichtet. Herzog Georg Wilhelm verpfändete den Besitz im Jahr 1630 an den polnischen Oberst Graf Magnus Ernst von Dönhoff, von dem es Georg Wilhelms Sohn Friedrich Wilhelm vermutlich 1650 wieder einlöste. Die Burg sah im Mai 1697 hohen Besuch: Zar Peter der Große weilte während der Großen Gesandtschaft inkognito für kurze Zeit dort, ehe er nach Königsberg weiterreiste. Heute erinnert eine 1997 aufgestellte Gedenktafel an dieses Ereignis.

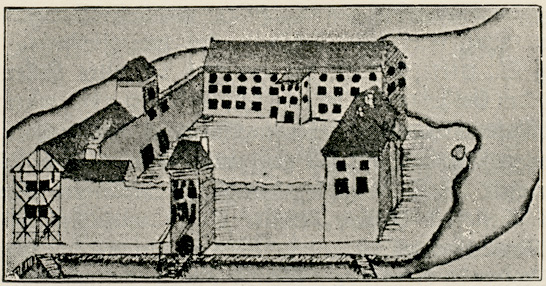
Ansicht der Burganlage aus dem 18. Jahrhundert von Johann von Collas

In der Zeit von 1720 bis 1852 verpachtete die königlich preußische Regierung Waldau gemeinsam mit Heiligenwalde und Wargienen zu landwirtschaftlichen Zwecken, ehe am 9. Oktober 1858 in den Gebäuden der Burganlage die erste landwirtschaftliche Hochschule Ostpreußens eröffnet wurde. Elisabet Boehm, die Begründerin der Landfrauenbewegung, gehörte zu ihrem Lehrkörper. Die Schule zog 1868 nach Königsberg um und machte Platz für ein Lehrerseminar, das dort ab 1870 betrieben wurde. Der Gründer der Jugendherbergsbewegung, Richard Schirrmann, erhielt dort seine Ausbildung. Die schulischen Nutzungen der Gebäude bedingten tiefgreifende Umbauten im Inneren und gotisierende Veränderungen am Äußeren. Ein Teil der mittelalterlichen Ringmauer an der Nordwest- und Nordostseite wurde niedergelegt und 1861 ein an die Burg grenzender Teich trockengelegt, um die gewonnene Fläche landwirtschaftlich nutzen zu können.
Infolge des Zweiten Weltkriegs, den die Anlage unbeschadet überstanden hatte, kam Waldau mit dem nördlichen Ostpreußen zur Sowjetunion. In den Burggebäuden wurde erst eine landwirtschaftliche Fachschule mit angeschlossenem Internat, danach bis 2005 eine polytechnische Hochschule betrieben. Am 23. März 2007 stellte die Kaliningrader Gebietsduma Burg Waldau unter Denkmalschutz, ehe sie das Eigentum daran 2010 der russisch-orthodoxen Kirche übertrug. Die Anlage blieb jedoch lange Zeit ungenutzt und dem Verfall überlassen.
Seit März 2020 wird das Schloss von dem Unternehmer-Ehepaar Nadeschda und Sergej Sorokin bewohnt und restauriert. Ihre Familie hat ein kleines Museum zur Geschichte der Burg und der Ortschaft eingerichtet und bietet Führungen an.

## Beschreibung

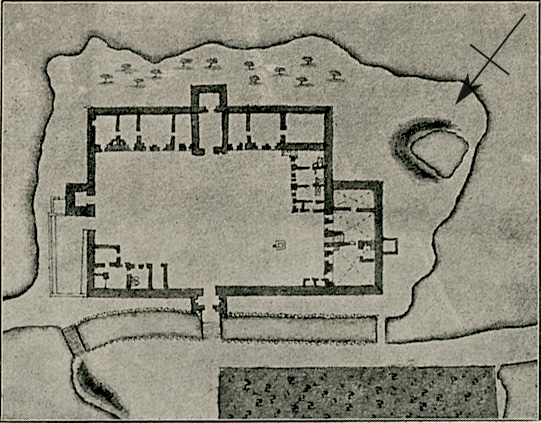
Grundriss der Burg Waldau im 18. Jh. von Johann von Collas

Burg Waldau war eine typische Amtsburg des Deutschen Ordens. Das ursprünglich 57,1 × 44,8 Meter große Burgareal besaß einen rechteckigen Grundriss und war rundherum von einer Ringmauer aus Feldstein umgeben. An diese lehnten sich von innen Gebäude an, die einen großen Innenhof umgaben. Direkt vor der nordwestlichen Ringmauer stand ein rechteckiger, mehrgeschossiger Torturm, der heute jedoch nicht mehr erhalten und nur von einer Ansicht aus dem 18. Jahrhundert bekannt ist.
Das 57,1 Meter lange und 11,7 Meter breite Burghaus an der Südostseite war anfänglich der einzige Flügel der Anlage. Seine drei Geschosse aus verputztem Backstein im Gotischen Verband erheben sich auf einem Kellergeschoss aus Feldstein und sind noch original mittelalterlich. Die oberste Etage ist als Wehrgeschoss gestaltet: Neben schlichten Lukarnen finden sich dort zur Feld- und Hofseite kleine, segmentbogenförmige Wehrfenster. Eine architektonische Besonderheit sind die schmalen, risalitartigen Vorbauten mit gotisierendem Dekor in der Mitte der Nord- und Südfassade des Flügels.
An der Südwestseite steht ein Rechteckbau mit Walmdach aus dem 16. Jahrhundert. Auch er weist neugotische Dekorationen aus dem 19. Jahrhundert auf, aber ausweislich älterer Darstellungen besaß er früher zur Hofseite zwei Zwerchhäuser im Stil des Barocks. Nördlich des langen Burghauses steht ein kleines, schmales Backsteingebäude mit einem Tonnengewölbe im Keller. Es diente früher als Küche und Brau- sowie Backhaus.